# Ихалия (Трикала)
Ихали́я (греч. Οιχαλία) — малый город в Греции. Расположен на высоте 115 метров над уровнем моря, на левом берегу реки Неохоритис (Νεοχωρίτης), левого притока Пиньоса, в 7 километрах к северо-западу от Фаркадона, в 38 километрах к западу от Ларисы и в 19 километрах к северо-востоку от Трикалы и в 235 километрах к северо-западу от Афин. Входит в общину (дим) Фаркадон в периферийной единице Трикале в периферии Фессалии. Площадь 40,245 квадратного километра. Население 2357 жителей по переписи 2011 года.
В 4 километрах южнее Неохориона проходит национальная дорога 6 Трикала — Лариса, часть европейского маршрута E92.

## История
Древний город Эхалия упоминается Гомером, как город царя Еврита. Разрушен фессалийцами около 1000—800 годов до н. э.
До 1940 года назывался Ниохори (Νηοχώρι), до 1981 года — Неохо́рион, также Неохо́ри (Νεοχώριον ή Νεοχώρι). В 1981 году (ΦΕΚ 251Α) переименован в Ихалию по названию древнего города.

## Население
| Год  | Население, человек |
| ---- | ------------------ |
| 1991 | 3106               |
| 2001 | 2740               |
| 2011 | ↘ 2357             |